# Songhai jezici
Songhai jezici skupina od (8) nilsko-saharskih jezika kojima govori nekoliko plemena ili naroda u afričkim državama Alžir, Mali, Niger i Benin. Osnovna podjela je na:
a) Korandje (1) Alžir: korandje;
b) Sjeverni (2) Mali, Niger: tadaksahak, tasawaq;
c) Južni (5) Benin, Mali, Burkina Faso, Niger: dendi,  koyra chiini songhay, koyraboro senni songhay, songhay, zarma;.

## Vanjske poveznice
- Ethnologue (14th)